# Saint-Pierre-la-Vieille
Saint-Pierre-la-Vieille és un municipi francès situat al departament de Calvados i a la regió de Normandia. L'any 2007 tenia 362 habitants.

## Demografia

### Població
El 2007 la població de fet de Saint-Pierre-la-Vieille era de 362 persones. Hi havia 144 famílies de les quals 36 eren unipersonals (28 homes vivint sols i 8 dones vivint soles), 60 parelles sense fills, 40 parelles amb fills i 8 famílies monoparentals amb fills.
La població ha evolucionat segons el següent gràfic:
Habitants censats

### Habitatges
El 2007 hi havia 179 habitatges, 145 eren l'habitatge principal de la família, 28 eren segones residències i 6 estaven desocupats. 177 eren cases i 1 era un apartament. Dels 145 habitatges principals, 119 estaven ocupats pels seus propietaris, 21 estaven llogats i ocupats pels llogaters i 5 estaven cedits a títol gratuït; 1 tenia una cambra, 13 en tenien dues, 12 en tenien tres, 40 en tenien quatre i 79 en tenien cinc o més. 126 habitatges disposaven pel capbaix d'una plaça de pàrquing. A 68 habitatges hi havia un automòbil i a 70 n'hi havia dos o més.

### Piràmide de població
La piràmide de població per edats i sexe el 2009 era:
| Homes | Edats   | Dones |
| ----- | ------- | ----- |
| 0     | 95 o +  | 0     |
| 0     | 90 a 94 | 0     |
| 0     | 85 a 89 | 8     |
| 4     | 80 a 84 | 8     |
| 16    | 75 a 79 | 8     |
| 8     | 70 a 74 | 4     |
| 4     | 65 a 69 | 16    |
| 12    | 60 a 64 | 0     |
| 4     | 55 a 59 | 4     |
| 28    | 50 a 54 | 28    |
| 0     | 45 a 49 | 4     |
| 12    | 40 a 44 | 4     |
| 16    | 35 a 39 | 12    |
| 8     | 30 a 34 | 8     |
| 16    | 25 a 29 | 16    |
| 4     | 20 a 24 | 4     |
| 8     | 15 a 19 | 4     |
| 8     | 10 a 14 | 20    |
| 8     | 5 a 9   | 12    |
| 8     | 0 a 4   | 4     |

## Economia
El 2007 la població en edat de treballar era de 227 persones, 155 eren actives i 72 eren inactives. De les 155 persones actives 142 estaven ocupades (83 homes i 59 dones) i 13 estaven aturades (8 homes i 5 dones). De les 72 persones inactives 31 estaven jubilades, 14 estaven estudiant i 27 estaven classificades com a «altres inactius».

### Ingressos
El 2009 a Saint-Pierre-la-Vieille hi havia 149 unitats fiscals que integraven 359,5 persones, la mediana anual d'ingressos fiscals per persona era de 15.678 €.

### Activitats econòmiques
Dels 9 establiments que hi havia el 2007, 1 era d'una empresa alimentària, 1 d'una empresa de fabricació d'altres productes industrials, 4 d'empreses de construcció, 1 d'una empresa de comerç i reparació d'automòbils, 1 d'una empresa financera i 1 d'una entitat de l'administració pública.
Dels 4 establiments de servei als particulars que hi havia el 2009, 1 era un taller de reparació d'automòbils i de material agrícola, 1 paleta i 2 lampisteries.
L'únic establiment comercial que hi havia el 2009 era una fleca.
L'any 2000 a Saint-Pierre-la-Vieille hi havia 24 explotacions agrícoles que ocupaven un total de 819 hectàrees.

## Equipaments sanitaris i escolars
El 2009 hi havia una escola elemental.

## Poblacions més properes
El següent diagrama mostra les poblacions més properes.